# Торичелијева теорема
Торичелијева теорема је закон у динамици флуида који се односи на брзину истицања течности кроз мали отвор суда, који се налази на некој дубини h. Брзина истицања је једнака брзини коју би тело имало када би слободно падало са исте висине h. 

## Торичели
Еванђелиста Торичели (итал.Evangelista Torricelli; Фаенца, 15. октобар 1608 - Фиренца, 25. октобар 1647 ) је био је италијански физичар и математичар, најпознатији по свом изуму барометра. Студирао је математику и филозофију у Риму. Подстакнут Галилејевим радом и делом ,,Дијалог о две нове науке” , почео је да истражује механику флуида и на тај начин допринео развоју динамике флуида. Откриће принципа рада барометра је једно од највећих Торичелијевих достигнућа. У оквиру рада са флуидима, посебно се истакла теорема о брзини истицања флуида.

## Једначина континуитета
Уколико течност струји кроз неку цев, и има брзину v и попречни пресек струјне цеви је S, тада важи Односно, при стационарном протицању идеалног флуида брзине протицања су обрнуто сразмерне површинама попречног пресека струјне цеви. 

## Бернулијева једначина
При стационарном протицању идеалног флуида кроз струјну цев збир статичког, динамичког притиска и хидростатичког (висинског) остаје константан. Торичелијева теорема је посебан облик Бернулијеве једначине. 

## Извођење Торичелијеве теореме
Посматрамо посуду са врло малим отвором површине S2 кроз коју истиче течност брзином v2 . На слободну површину течности у отвореном суду и на отвор делује исти атмосферски притисак : P1 = P2 = Pa . Пошто је бочни отвор мали ( S2), то је површина S1 много већа од површине отвора S2, а по једначини континуитета следи да је онда брзина спуштања течности у суду v1 много мања од брзине истицања течности кроз бочни отвор v2 па брзина v1 може да се занемари. 
Kao референтни ниво узета је хоризонтална линија која пролази кроз бочни отвор. За овај случај Бернулијева једначина има поједностављен облик из ког се добија израз за брзину протицања флуида. Узевши у обзир да су притисци P1 и P2 једнаки, а налазе се са различитих страна Бернулијеве једначине, долази до њиховог скраћивања. Члан који садржи v1 може да се занемари, како је то показано у малопређашњем разматрању, а висина h 2 = 0 обзиром да је тај ниво узет као референтни. Дакле, Бернулијева једначина се своди на Како је густина флуида једнака, долази до скраћивања густине ρ у имениоцу и бројиоцу и остаје: 
{\displaystyle v={\sqrt {2gh}}}
Ова формула представља израз Торичелијеве теореме. Ако упоредимо ову брзину са брзином слободног пада, може се рећи и да је брзина истицања флуида једнака брзини коју би тело имало када би слободно падало са исте висине h.